# Пимен (патріарх Московський)
Патріарх Пи́мен (в миру Сергі́й Миха́йлович Ізвє́ков; 23 липня 1910, село Кобиліно, Малоярославецький повіт, Калузька губернія — 3 травня 1990, Москва) — єпископ Російської православної церкви. З 3 червня 1971 — 14-тий Патріарх Московський і всієї Русі. За визначенням російських релігієзнавців та істориків, «останній патріарх», обрання якого повністю контролювалося атеїстичним режимом СРСР..

## Життєпис

### Духовна кар'єра
Брав участь у православному житті в часи більшовицької влади. Співав у церковному хорі в Москві, а 1927 прийняв чернечий постриг з іменем Пимен. Однак справжнє чернече життя провадити не міг, оскільки гоніння на православних посилювалися. 1932 — призваний на військову службу, проходив її два роки у Робітничо-Селянській Червоній Армії на території Білорусі. За деякими даними, вперше був заарештований ще 1934 року і висланий до Узбекистану.

### Після Другої світової війни
З початком німецько-радянської війни він утік з Радянської армії і жив за підробленими документами у Москві. Його знайшли, засудили й до осені 1941 він був на каторжних роботах — будував канал «Москва-Волга». У 1944 році органи НКВС (НКВД) СССР засудили ченця Пимена повторно, на 10 років тюрем ГУЛАГ у Комі АССР (Воркутлаг). Лише влітку 1945 р. амністований.
2 грудня 1947 ігумен Пимен призначений секретарем Ростовського єпархіального управління на Кубані.
З 12 серпня 1949 року — намісник Псково-Печерського монастиря, який не закривався так як до 1944 року Печори перебували в складі Естонії. 13 квітня 1950 митрополит Ленінградський Григорій (Чуков) звів його в сан архімандрита.
З 1954 — намісник Троїцько-Сергієвої Лаври у Загорську Московської області.
17 листопада 1957 року він несподівано хиротований ув Одесі на єпископа Балтського, вікарія Одеської єпархії. На той час це була база для виховання православного священства в країнах СССР — вона залишилася у спадок від просвітницької діяльності Румунської православної церкви у часи Другої світової війни.
26 грудня 1957 року був призначений єпископом Дмитровським, вікарієм Московської єпархії.
Липень 1960 — листопад 1961 — єпископ Пимен вже керуючий справами всієї Московської патріархії. А 18 липня 1961 він слухняно виконує замовлення хрущовської влади: за його доповіддю Архієрейський собор 18 липня 1961 вносить фатальні антиканонічні зміни до «Положення про управління РПЦ», за яким комуністична влада повністю усувала настоятелів храмів та єпископів від господарської діяльності, а відтак розв'язувала руки для закриття православних парафій. Цим відразу скористалися комуністи, адже більшість парафій було відкритих зусиллями німецької влади під час Другої світової війни, тепер їх знову можна було закрити, церкви — доруйнувати.
23 листопада 1960 зведений у сан архієпископа. Наступного року його призначають правлячим архієреєм у Тульську єпархію. 14 листопада 1961 року, у розпал брутальної кампанії з закриття церков в Україні (на Чернігівщині за два роки закрито понад 100 церков), Пимен стає митрополитом Ленінградським і Ладозьким, з 1963 — митрополит Крутицький і Коломенський. 1964 — знову керуючий справами МП з лютого по грудень місяць[джерело?].

### Обрання Патріархом
В останні роки життя Патріарха Алексія I комуністичний режим шукав такого ж лояльного наступника. Фанатична частина Церкви інтригувала проти митрополита Ленінградського Никодима (Ротова) — найбільш імовірного кандидата на Патріарха. Йому закидали бажання діалогу з РКЦ. Тому «болото» пішло на змову з спецслужбами «безбожної власті», приписуючи пізніше покійному Патріарху Алексію визначальні симпатії до Преосвященного Пимена.
2 червня 1971 відкритим голосуванням і тому одноголосно митрополит Пимен обраний Патріархом Московським. Наступного дня інтронізований.
Помер 3 травня 1990. Похований в Успенському соборі Троїцько-Сергієвої лаври.
Після смерті Патріарха Священний Синод Російської Православної Церкви таємним голосуванням обрав Митрополита Філарета (Денисенка) намісником Московського Патріаршого Престолу.

## Патріарх Пимен та Україна

### Вплив на загальну ситуацію
Погром православної церкви в СРСР на початку 1960-тих, спровокований, зокрема, й майбутнім Патріархом Пименом внесенням «поправок» до Уставу РПЦ 1961, призвів до незворотньої дехристиянизації багатьох районів на сході України. Кількість парафій в українських єпархіях неухильно зменшувалася, а зі зміцненням українського національного руху наприкінці 1980-тих років Москва старалася перетворити свої парафії в Україні на цитадель неоімперської пропаганди, що толерувалося державними органами СРСР.

### Проблема Української греко-католицької церкви
У часи Пимена в Україні постійно тлів автокефальний рух, але ще більшою проблемою для Патріарха були підпільні парафії Української греко-католицької церкви, які з кінця 1980-тих років почали активно легалізовуватися. На звернення Папи Римського із закликом засудити злочин, вчинений 1946 відносно греко-католиків, лідер СССР Михайло Горбачов відповів новим ідеологічним конкордатом з Московською патріархією.
Після зустрічі Патріарха Пимена з Горбачовим у квітні 1988 вдалися до подрібнення єпархій на Галичині — там була третина усіх парафій РПЦ. Розділили Львівсько-Тернопільську єпархію РПЦ, а в Чернівецькій, Івано-Франківській, Львівській та Тернопільській областях дали дозвіл на реєстрацію 1100 нових православних громад. Паралельно Патріарх добився істотного збільшення накладів церковної літератури, у тому числі українською мовою. Ледь не подвоївся набір до Одеської духовної семінарії, де готували священиків з прицілом тільки на Галичину — знов-таки на противагу греко-католикам. Апарат РПЦ активізував публічні виступи проти УГКЦ.
Ще до епохальної зустрічі Михайла Горбачова з Папою Римським Іваном Павлом ІІ 1 грудня 1989, після якої почалося відродження Греко-Католицької церкви в СССР, між Римом та Московською патріархією точилися запеклі суперечки про статус українських греко-католиків. Патріарх Пимен першим написав листа до Папи Римського Івана Павла ІІ, в якому пропонував не визнавати УГКЦ, яку ліквідували 1946, а ніби «по-братерськи» поділити українців, наслідуючи політичний приклад Андрусівської змови: хто у східному обряді — під Москву, хто у західному — до РКЦ.
| Стратегія Московської патріархії полягала в орієнтації на існуючі розбіжності в самій Греко-Католицькій церкві, в якій завжди існували просхідні (наближені до традиційного православ’я) та прозахідні (наближені до Ватикану) течії. За час перебування греко-католиків в екзилії (1946-1989 рр.) ці суперечності стали більш виразними через те, що одна частина духовенства і вірних перебували в католицьких країнах, а інша частина - в країнах з православними традиціями. Оцінюючи пропозиції Патріарха Пимена до Папи Іванна Павла ІІ, можна з упевненістю сказати, що вони показують квінтесенцію погляду Московської патріархії на Українську Греко-Католицьку церкву. За їхньою логікою, УГКЦ розглядається як унійне церковне утворення, яке має власну історію та досить міцні позиції, однак не дуже «гармонійно» вписується в православну ментальність українського народу. Тим не менше, треба зауважити, що позиції Московської патріархії та її автономної частини – Української Православної Церкви – у своєму ставленні до Української Греко-Католицької церкви різняться... |
Проте Патріарх Пимен не зміг протистояти дипломатичній кампанії, яка розгорнулася на захист УГКЦ. Проблема порушення релігійних свобод в СССР обговорювалася в Комісії з прав людини ООН у Женеві (лютий-березень 1989), на Конференції з людського виміру НБСЄ (Париж, травень-червень 1989.). Під час Першого з'їзду народних депутатів СССР 14 сенаторів США направили листа Горбачову, в якому вказували на переслідування релігійних діячів.
Тоді ж саме канцелярія Патріарха Пимена (Ізвєкова) започаткувала церковно-дипломатичний клінч з Ватиканом, коли будь-які стосунки з РКЦ (насамперед імовірність зустрічі Патріарха Московського і Папи Римського) узалежнювалися від статусу УГКЦ в Україні. З неістотними відтінками такої тактики дотримується Московська патріархія до сьогодні. При чому, Москва наполегливо ігнорує саму УГКЦ, воліючи спілкуватися винятково з римо-католицьким єпископатом.

### Наступ української автокефалії
На українському православному «фронті» Патріарх Пимен мав щось робити із настійливими вимогами автономії та навіть автокефалії Православної Церкви в УССР. Зрештою, Архієрейський Собор 1990 прийняв «Положення про екзархати», яке стало компромісом з потужним автокефальним рухом на Галичини та Волині. Разом з Україною статус екзархату «пакетом» отримувала і Білорусь, де автокефальний рух був у зародковому стані.
З Українського екзархату, допущеного немічним Пименом (він тяжко хворів з 1984), виросла автономія нинішньої УПЦ (МП) та, власне, УПЦ КП — промотором розширення прав першої був сам митрополит Філарет (Денисенко), який після проголошення державної незалежності України взяв курс на канонічне здобуття автокефального статусу від Московської патріархії.

### Патріарх Пимен (Ізвєков) та Митрополит Філарет (Денисенко)
Патріарх Пимен відіграв важливу роль у церковній кар'єрі Святійшого Патріарха Київського і всієї Руси-України Філарета. 12 січня 1962 ухваленням Святішого Патріарха Алексія і Священного Синоду тодішній архімандрит Філарет обраний єпископом Лузьким, вікарієм Ленінградської єпархії РПЦ. 4 лютого єпископську хіротонію клірика Філарета очолив саме митрополит Пимен (Ізвєков), після чого вони працювали на духовній ниві у найщільнішому контакті. Не випадково відразу після обрання Патріархом Святіший Пимен нагородив свого помічника права носіння двох панагій.

### Дача в Одесі
Протягом свого патріаршества Святіший Пимен часто бував на півдні України, в місті Одеса, де було облаштовано елітну дачу для предстоятелів РПЦ. «Патріарша дача» в Одесі, крім рекреаційної функції, стала своєрідним знаком приналежності півдня України до «материкової» Росії та постулювала імперську пам'ять про Новоросію — альтернативну реальність адміністративній приналежності Одеси до УРСР.
Цю символіку пізніше взяли на озброєння відомі православні радикали у Москві, заявляючи про церковно-політичні претензії щодо держави Україна:
| Говорячи про відвідування Кирилом Одеси, православний експерт вказує на заплановане відродження патріаршої резиденції (фактично - літньої дачі) при Успенському монастирі, звідки, за словами Фролова, "Патріархи Алексій I і Пімен управляли Російською Церквою", "тут також часто проводилися засідання Священного Синоду РПЦ". |[неавторитетне джерело]

## Пам'ять
Ім'я Патріарха Пимена присвоєно Муромському духовному училищу в Росії, у підмосковному місті Ногінську йому зведений пам'ятник.